# Blackburn Sidecar
Pour les articles homonymes, voir Blackburn (homonymie).
Le Blackburn Sidecar était un avion de tourisme biplace ultra-léger, construit en 1919 par Blackburn Aircraft à Brough (Yorkshire de l'Est). Seul un prototype fut construit, et n’a probablement jamais volé.